# Nocna wyprawa
Nocna wyprawa – amerykański kryminał z 1940 roku na podstawie powieści Long Haul A.I. Bezzerides.

## Główne role
- George Raft - Joe Fabrini
- Ann Sheridan - Cassie Hartley
- Ida Lupino - Lana Carlsen
- Humphrey Bogart - Paul Fabrini
- Gale Page - Pearl Fabrini
- Alan Hale Sr. - Ed Carlsen
- Roscoe Karns - Irlandczyk McGurn
- John Litel - Harry McNamara
- George Tobias - George Rondolos